# Formosania stigmata
Formosania stigmata är en fiskart som först beskrevs av Nichols 1926.  Formosania stigmata ingår i släktet Formosania och familjen grönlingsfiskar. Inga underarter finns listade i Catalogue of Life.